# Thermosphaeroma milleri
Thermosphaeroma milleri är en kräftdjursart som beskrevs av Bowman 1981A. Thermosphaeroma milleri ingår i släktet Thermosphaeroma och familjen klotkräftor. IUCN kategoriserar arten globalt som starkt hotad. Inga underarter finns listade i Catalogue of Life.